# Virginia Sandifur
Virginia Sandifur (1949) è un'attrice statunitense, attiva in campo teatrale, televisivo e cinematografico.

## Biografia
Fece il suo debutto a Broadway nel 1965 nella prima statunitense del musical Oliver!, mentre nel 1970 recitò nella prima di Broadway di Company come sostituta per il ruoli principali di Kathy ed April. L'anno successivo tornò a Broaway nel musical Follies, in cui interpretava il ruolo della giovane Phyllis, un ruolo per cui ai provini batté la futura star di Broaway Betty Buckley. Dopo l'esperienza in Follies si unì alla tournée statunitense del musical Applause, in cui interpretò la co-protagonista Eve Harrington accanto a Lauren Bacall.
Successivamente recitò ancora a Broadway in Smith (1973), Rodgers & Heart (1975), I Love My Wife (1977) e Perfectly Frank (1980). Successivamente continuò a recitare in produzioni regionali, tra cui The Sheik of Avenue B (Off-Broadway, 1992), No, No, Nanette (1997) e una nuova produzione di Follies (Ann Arbour, 2003). Dopo il ritiro dalle scene, Virginia Sandifur ha insegnato canto e recitazione all'American Musical and Dramatic Academy di New York. 
È sposata con Dan Lieberstein.

## Filmografia

### Cinema
- Carrel agente pericoloso (Deadly Hero), regia di Ivan Nagy (1975)
- Frenesie... militari (Biloxi Blues), regia di Mike Nichols (1988)

### Televisione
- Un giustiziere a New York - serie TV, 3 episodi (1986)